# Micropholcus jacominae
Espèce
Micropholcus jacominae est une espèce d'araignées aranéomorphes de la famille des Pholcidae.

## Distribution
Cette espèce est endémique du Yémen. Elle se rencontre dans le gouvernorat d'Al Mahwit vers Khamis Bani Sa'd.

## Description
Le mâle holotype mesure 2,10 mm et la femelle paratype 2,65 mm, les mâles mesurent de 2,10 à 2,50 mm et les femelles de 2,20 à 2,70 mm.
Le mâle décrit par Huber et Meng en 2024 mesure 2,3 mm.

## Systématique et taxinomie
Cette espèce a été décrite par Deeleman-Reinhold et van Harten en 2001.

## Étymologie
Cette espèce est nommée en l'honneur de Jacomijn D. Prinsen.

## Publication originale
- Deeleman-Reinhold & van Harten, 2001 : « Description of some interesting, new or little known Pholcidae (Araneae) from Yemen. » Ecology of Desert Environments, Scientific Publishers, Jodhpur, India, p. 193-207.